# 含山南站
含山南站是合杭高速铁路在安徽境内的一个车站，隶属于上海铁路局。车站位于中国安徽省马鞍山市含山县铜闸镇山马村以东。车站于2020年6月28日随商杭客运专线合肥至湖州段开通而正式开通运营。

## 车站结构

### 站房
含山南站站房长120.2米、宽35.3米、最高点21.7米、建筑面积4999平方米。站房主体为钢筋混凝土结构，屋面为钢桁架结构，外立面以凌家滩文化为设计意向；内部主体1层，局部2层。车站售票厅不设人工窗口，仅设有5台自动售票机。候车室进出站混流，中间设有的旅客服务台兼具票务服务功能。站前广场占地面积为60亩，有公交停车场和私家车停车场等。

### 站场
车站设2台4线，为线侧平式，并设有两座宽9米、长450米的旅客站台。